# Ohulepa
Ohulepa – wieś w Estonii, prowincji Rapla, w gminie Rapla.